# 災害用伝言ダイヤル
災害用伝言ダイヤル（さいがいようでんごんダイヤル）は、日本国内で大規模な災害が発生した場合に、電話を用いて音声による伝言板の役割を果たすシステム。災害時の安否確認等による電話の輻輳状態に対処する。電話番号は171。
NTTコミュニケーションズが提供し、NTT東日本とNTT西日本が運営している。

## 概要
被災地の住民は、電話番号171に電話し、自宅の電話番号などをキーにしてメッセージを登録し、被災地以外の関係者は同様に電話番号171に電話し、被災地宅の電話番号を入力してメッセージを再生するものである。
電話の輻輳状態が5日間も続いた阪神・淡路大震災をきっかけに開発され、1998年3月31日から稼動を開始した。
実際の開設第一号は、1998年8月27日の栃木県・福島県の集中豪雨（8月30日には茨城県も追加）で、2003年までに、13回開設された。
なお、次の日時には、体験利用が可能となる。
- 毎月1日並びに15日 0:00 - 24:00
- 正月三が日（1月1日0:00 - 1月3日24:00）※2007年より[5]
- 防災週間 （防災の日を中心とする8月30日9:00 - 9月5日17:00）
- 防災とボランティア週間 （1月15日9:00 - 1月21日17:00）

また、上記以外に地方公共団体主催の防災訓練で、エリアを限定して体験利用を可能とする場合がある。
該当日に実際に災害が発生した場合には、体験利用ができなくなることがある。

## 開設されるケース
大地震（震度6弱以上。震度5強以下〈津波警報が発表された場合など〉の場合は電話の通信環境を勘案した上で判断）のほか、台風や集中豪雨などによる大規模な風水害発生時（自宅を離れ避難所に避難する状況になった場合）に開設されることが多い。災害発生に伴う実戦運用がされている場合にはテレビやラジオのニュースなどで広報が為される。

## 利用上の注意
被災地からの伝言の録音を優先した運用となる。このため、提供開始当初は被災地以外から利用できるのは被災地域から録音された伝言の再生のみとなり、録音は制限される。
また、被災地域からの録音も輻輳の状況によっては制限を受ける場合がある。

## スペック

### 利用できる端末
- NTT東西の一般加入電話（ダイヤルパルス・プッシュ回線のどちらでも可。ただしダイヤルパルス回線でトーン信号 (DTMF) を出せない場合機能制限あり[9]。）およびISDNの電話回線
- 主要他社の直収電話サービス
  - KDDI・「メタルプラス」
  - ソフトバンクテレコム・「おとくライン」
  - J:COM・「J:COM PHONE」
- 公衆電話
- 携帯電話・PHS
- 緊急通報用電話番号対応の0AB - JのIP電話 : NTT東西の「ひかり電話」など

### 登録できる電話番号
- 被災地の方などの加入電話・ISDN・ひかり電話・携帯電話・PHS・IP電話の電話番号。なお、固定電話の番号は市外局番から入力する必要がある[10]。

### 伝言の条件等
伝言録音時間1伝言あたり30秒以内
伝言保存期間災害用伝言ダイヤル（171）の運用期間終了まで（体験利用時は、体験利用期間終了まで）
伝言蓄積数電話番号あたり1～20伝言（提供時に告知される）

#### 伝言の消去
伝言を登録してから災害用伝言ダイヤル（171）の運用期間終了（体験利用時は、体験利用期間終了）した時点で消去

### 災害用伝言板（web171）との連携
本サービスとNTT東西提供の「災害用伝言板（web171）」との連携により、それぞれで登録された伝言内容を、相互に確認が可能
本サービスに登録された伝言を「災害用伝言板（web171）」で音声ファイルとして再生可能
「災害用伝言板（web171）」に登録された伝言（テキスト）を音声変換の上、本サービスで再生